# Přídavná nádrž

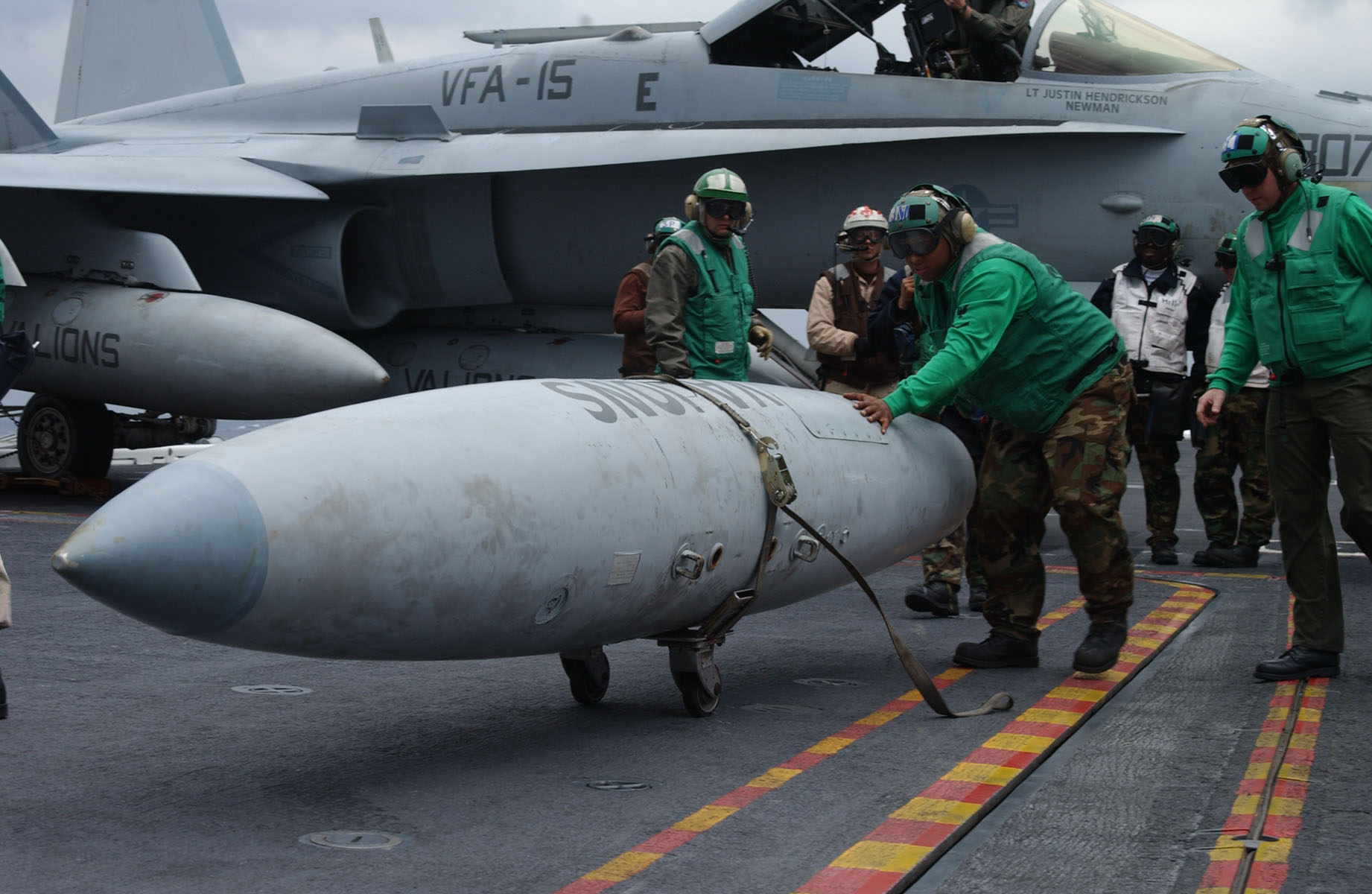
Mužstvo US Navy při manipulaci s odhoditelnou palivovou nádrží letounu F-A-18C

Přídavná nádrž představuje v letectví prostředek pro zvýšení doletu letadel. Zpravidla bývají montovány na závěsníky vně letadla. U některých letounů mohly nebo mohou být neseny uvnitř letounu, například v pumovnici.
Lze je rozdělit na:
- odhoditelné přídavné nádrže
- konformní palivové nádrže
- dodatečná přídavná nádrž nebo také přepravní přídavná nádrž, bývá nesena interně uvnitř letadla[2]

## Jiné použití
Po druhé světové válce posloužily některé vyřazené přídavné palivové nádrže jako aerodynamická karoserie rychlostních automobilů typu lakester. Odhoditelné palivové nádrže posloužily po válce ve Vietnamu k úpravě na kánoe.